# كأس إسكتلندا 2003–04
كأس اسكتلندا 2003–04 (بالإنجليزية: 2003–04 Scottish Cup)‏ هو موسم من كأس اسكتلندا. فاز فيه نادي سلتيك.